# Revers transkriptase
Revers transkriptase (RT) er et enzym, der transskriberer RNA til dobbeltstrenget DNA. Normal transskription er oversættelsen af DNA til RNA, deraf navnet "revers" (modsat). Enzymet kodes af retrovirus (f.eks. HIV) og retrotransposoner. 
Retroviral RT har tre sekventielle biokemiske aktivititeter:
1. RNA-afhængig DNA-polymerase,
2. ribonuklease H og
3. DNA-afhængig DNA-polymerase.